# フェルディナンド・パエール
フェルディナンド・パエールまたはパエル（伊: Ferdinando Paer, 1771年6月1日 - 1839年5月3日）はイタリアの作曲家。パルマ出身。専門的にはパーエルと綴られる。フランツ・リストの師として知られる。
ヴァイオリン奏者のギレッティに楽理を師事。最初のオペラ《 La Locanda de vagebon-di》は、パエールがまだ16歳の時に出版され、その他のオペラもそれに続き、たちまちイタリア全土にその名が轟いた。1797年にウィーンに赴く。同地では、パエールの夫人で声楽家のリッカルディが、オペラ歌手として契約中であった。同地でパエールは一連の自作のオペラを上演し、その中に《 La Camila ossia il Sotteraneo》（1799年）と《 A chille》（1801年）が含まれていた。1803年にドレスデン宮廷劇場の専属作曲家に任命され、パエール夫人も歌手として雇われた。1804年には選帝侯より終身宮廷楽長の称号を贈られる。
1804年に、ベートーヴェンの《フィデリオ》と同じ筋書きによって《レオノーラ Leonora》を作曲。1807年には、ドレスデン滞在中のナポレオン・ボナパルトの寵愛を得て、ワルシャワやパリに随行し、2万8千フランの俸給を与えられる。1812年にスポンティーニの後任として、パリのイタリア劇場の指揮者に就任。この地位は王政復古後にも維持され、オルレアン公の私設オーケストラの指揮者や、ルイ18世の宮廷作曲家の地位も得た。1823年に、ロッシーニ人気のためにイタリア劇場から引退。同年にはパリを訪れたフランツ・リストを指導している。1831年にフランス学士院の会員に選ばれ、1831年にはルイ・フィリップの宮廷楽団の指揮者に任命された。
パエールは、パイジェッロやチマローザの作曲様式によって、全部で43曲のオペラを作曲している。オペラ以外に、9つの宗教音楽や13のカンタータ、若干の器楽曲（管弦楽曲や室内楽曲）があるが、さして重要ではない。いずれにせよ、パエール作品は浅薄な特徴ゆえに、存命中の人気にとどまり、死後の忘却を押しとどめるには至らなかった。

## 主要作品

### 歌劇
- カミッラ, または地下の洞窟
- レオノーラ,または夫婦の愛
- 捨てられたディドーネ
- 宮廷楽長, または不意の夜食

### 協奏曲
- オルガン協奏曲 ニ長調

### 吹奏楽曲
- ナポレオンとマリー・ルイーズの結婚のための大行進曲